# Antonio Magarotto
Pour les articles homonymes, voir Magarotto.
Antonio Magarotto, né le 30 juin 1891 à Poiana Maggiore et mort le 18 septembre 1966 à Rome, est un sourd italien fondateur de l'association italienne des sourds Ente nazionale sordi. Il est le père de Cesare Magarotto, un autre sourd bien connu.

## Biographie
Antonio Magarotto devient sourd à l'âge de 3 ans à cause d'une méningite. En septembre 1932, il fonde l'Association italienne des sourds (en italien : Ente nazionale sordi). Il a milité pour l'égalité des droits des sourds italiens avec l'aide de ses enfants dont Cesare Magarotto.

## Récompenses et distinctions
- Diplôme d'honneur de l'Université Gallaudet en 1964[4].